# 니콘 D80
니콘 D80(Nikon D80)은 니콘의 디지털 SLR 카메라로 2006년 8월 9일에 발표되었다. 니콘 D50과 니콘 D200의 중간인 모델로서, 가격은 과거 니콘 D70 및 니콘 D70s의 출시가와 비슷하다. 소니 DSLR-A100, 펜탁스 K10D, 캐논 EOS 400D 등이 주요 경쟁 대상이다. 23.6 × 15.8 mm 크기에 1,020만 유효 화소를 가지는 소니 CCD 센서를 가지고 있다.

## 소프트웨어 부가기능
- 사용자가 선택 가능한 이미지 최적화 선택사항(보통, 부드럽게, 우아하게, 더 우아하게, 인물, 커스텀, 흑백)
- 이미지 재가공(retouch) 기능. D-라이팅(D-Lighting), 적목현상제거, 자르기, 이미지 오버레이, 모노크롬, 필터 이펙트 등.
- 다중 노출 기능(최대 3장의 사진을 합성할 수 있다.)

### 부가선택사항 부속품
- 무선 ML-L3 적외선 리모트 컨트롤 및 MC-DC 리모트 코드
- 배터리 MB-D80 배터리 그립.

## 사진

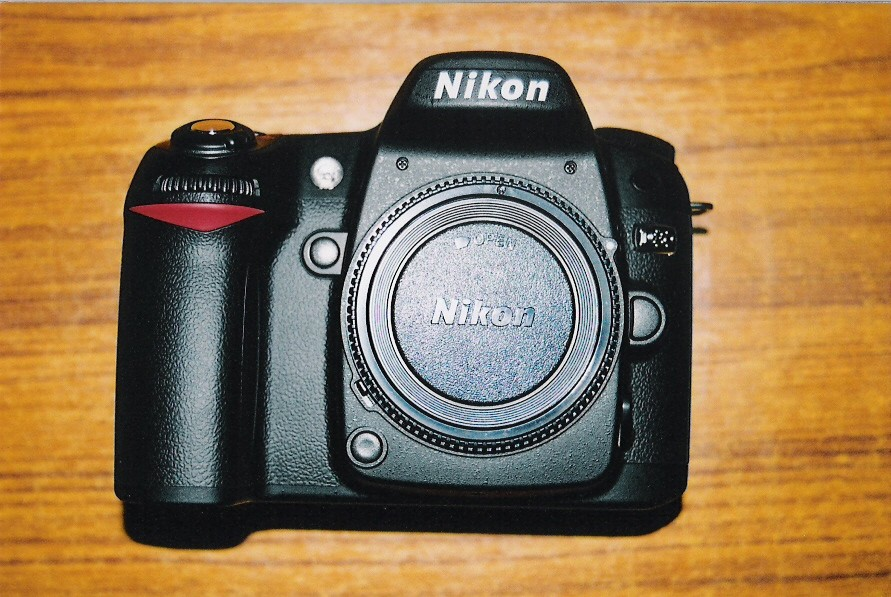
앞면
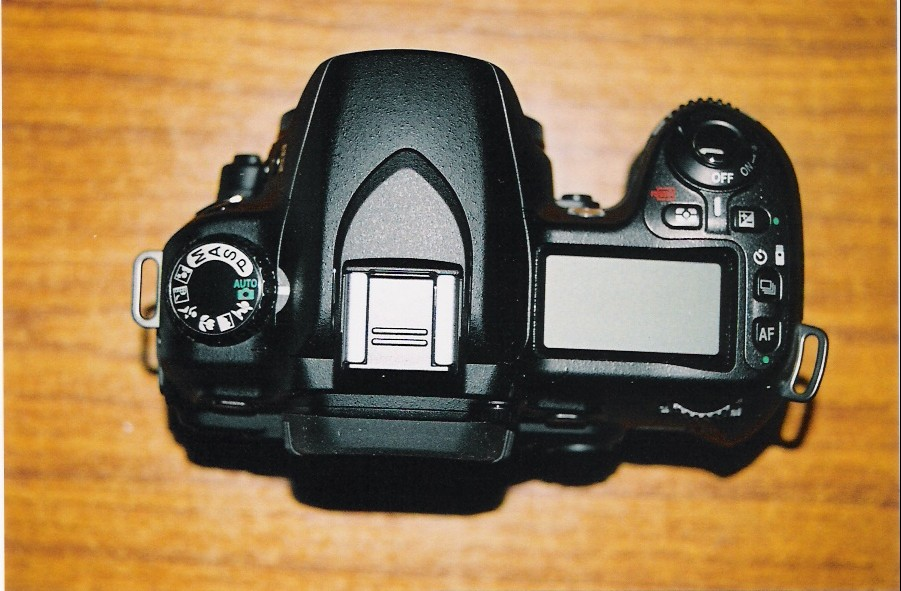
윗면 1
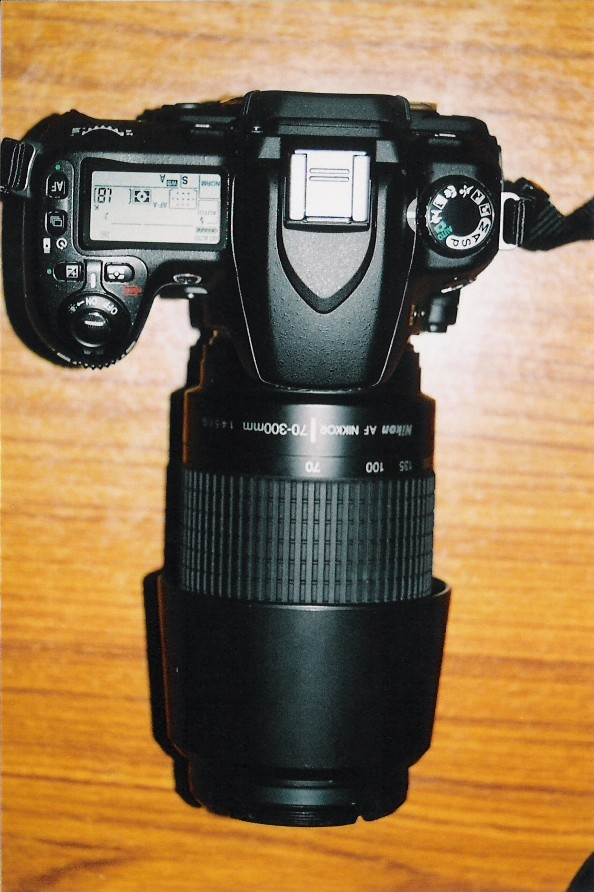
윗면 2
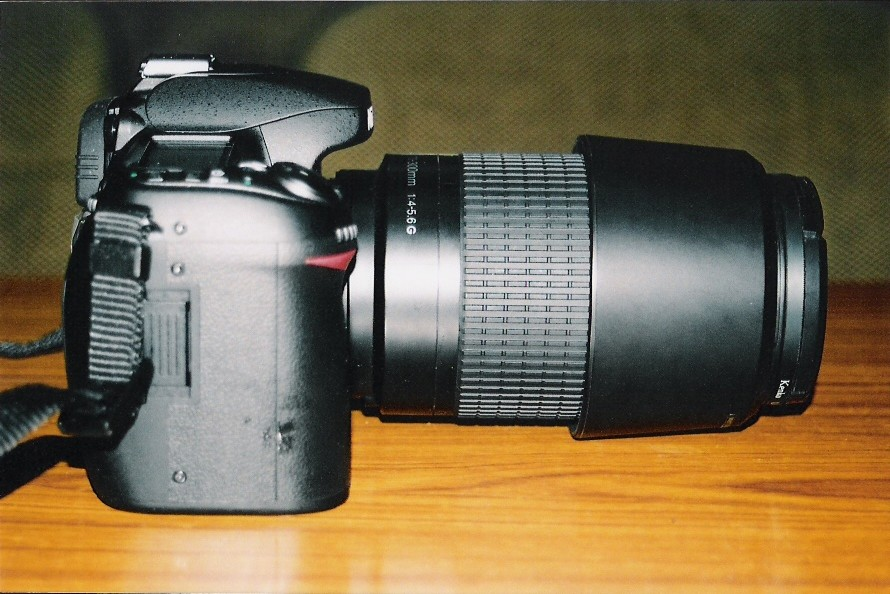
오른쪽면